# Elf (album)
Az Elf az amerikai Elf zenekar debütáló nagylemeze.
1972-ben jelent meg. A lemezen Dio Ronald Padavona néven
szerepel, szülei iránt érzett tiszteletből.
Az album megjelenését követően Steve Edwards váltotta David Feinstein gitárost, és az együttes
basszusgitárosa Craig Gruber lett, így Dio kizárólag énekléssel foglalkozott.

## Dalok
A dalokat Gary Driscoll, David Feinstein, Ronald Padavona és Mickey Lee Soule írta.
1. Hoochie Koochie Lady - 5:32
2. First Avenue - 4:23
3. Never More - 3:50
4. I'm Coming Back For You - 3:27
5. Sit Down Honey (Everything Will Be Alright) - 3:48
6. Dixie Lee Junction - 5:09
7. Love Me Like A Woman - 3:47
8. Gambler, Gambler - 4:26

## Zenészek
- Ronald Padavona - ének, basszusgitár
- David Feinstein - gitár
- Mickey Lee Soule - zongora
- Gary Driscoll - dobok